# Itta Bena
Itta Bena – miasto w Stanach Zjednoczonych, w stanie Missisipi, w hrabstwie Leflore.